# Expedition 20
Expedition 20 var den tjugonde expeditionen till den Internationella rymdstationen (ISS). Expeditionen påbörjades 29 maj 2009 och avslutades 11 oktober 2009. Från och med denna expedition blev ISS normalt bemannad med sex besättningsmedlemmar. 
Astronauter och kosmonauter från USA, Ryssland, Kanada, Japan och Europa var samtidigt besättning till och med den 28 juli. 

## Besättningen
| Position       | Första delen (29 maj - juli 2009)          | Andra delen (juli - augusti 2009)          | Tredje delen (augusti - 11 oktober 2009)     |
| -------------- | ------------------------------------------ | ------------------------------------------ | -------------------------------------------- |
| Befälhavare    | Gennadij Padalka, RSA Hans tredje rymdfärd | Gennadij Padalka, RSA Hans tredje rymdfärd | Gennadij Padalka, RSA Hans tredje rymdfärd   |
| Flygingenjör 1 | Michael Barratt, NASA Hans första rymdfärd | Michael Barratt, NASA Hans första rymdfärd | Michael Barratt, NASA Hans första rymdfärd   |
| Flygingenjör 2 | Koichi Wakata, JAXA Hans tredje rymdfärd   | Timothy Kopra, NASA Hans första rymdfärd   | Nicole P. Stott, NASA Hennes första rymdfärd |
| Flygingenjör 3 | Frank De Winne, ESA Hans andra rymdfärd    | Frank De Winne, ESA Hans andra rymdfärd    | Frank De Winne, ESA Hans andra rymdfärd      |
| Flygingenjör 4 | Roman Romanenko, RSA Hans första rymdfärd  | Roman Romanenko, RSA Hans första rymdfärd  | Roman Romanenko, RSA Hans första rymdfärd    |
| Flygingenjör 5 | Robert Thirsk, CSA Hans andra rymdfärd     | Robert Thirsk, CSA Hans andra rymdfärd     | Robert Thirsk, CSA Hans andra rymdfärd       |

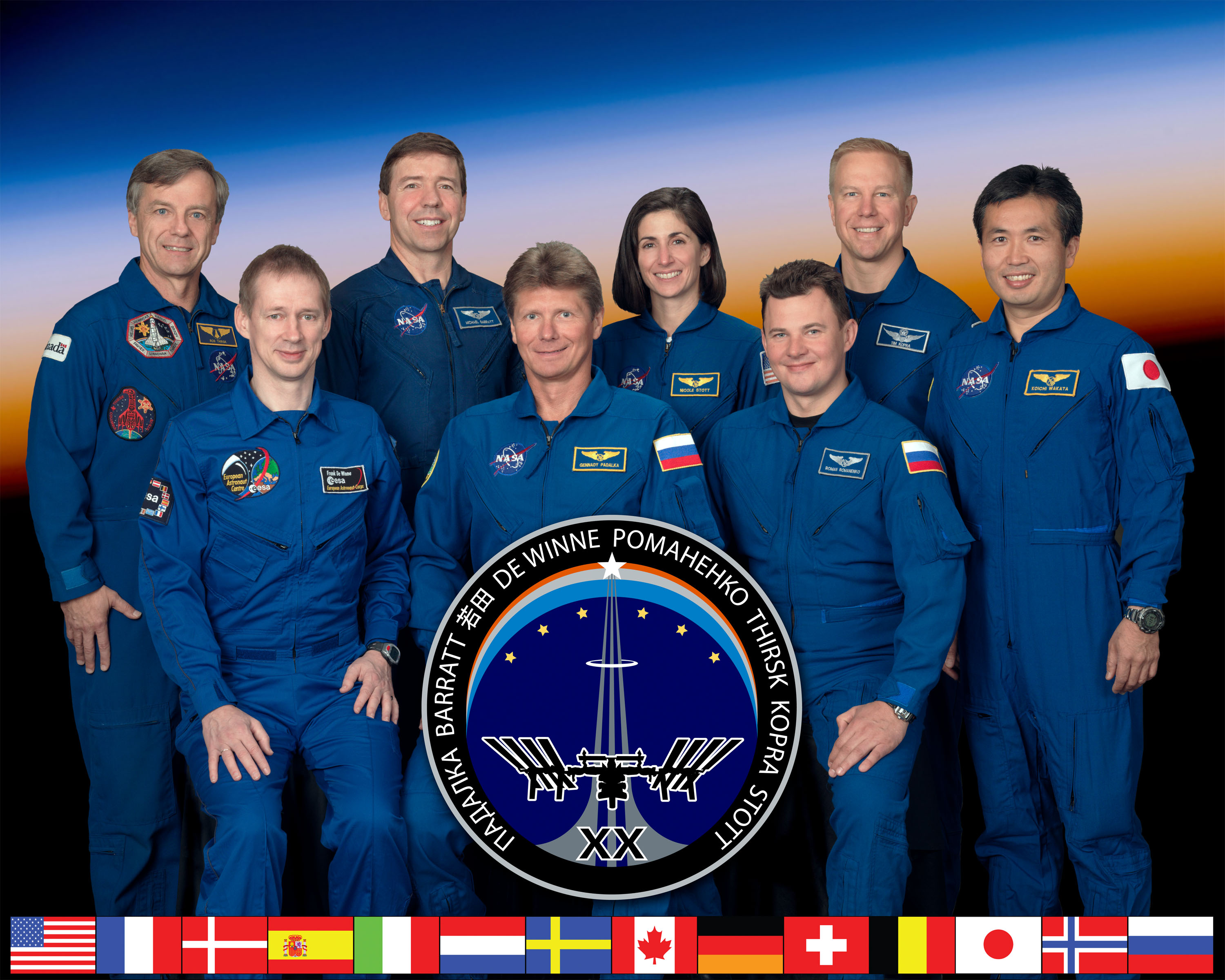
Expedition 20.
Från vänster: Robert Thirsk, Frank De Winne, Michael Barratt, Gennady Padalka, Nicole Stott, Roman Romanenko, Timothy Kopra, Koichi Wakata

- Gennadij Padalka (3) ISS Befälhavare -  Uppskjutning 26 mars 2009 med Sojuz TMA-14 för att ingå i Expedition 19.
- Michael Barratt (1) flygingenjör -  Uppskjutning 26 mars 2009 med Sojuz TMA-14 för att ingå i Expedition 19.
- Koichi Wakata (3) flygingenjör -  Uppskjutning 15 mars 2009 med Discovery STS-119 för att ingå i Expedition 18. Landade 31 juli med  Endeavour STS-127.
- Timothy Kopra (1) flygingenjör -   Uppskjutning 15 juli 2009 med Endeavour STS-127. Landade 12 september 2009 (svensk tid) med  Discovery STS-128.
- Frank De Winne (2) flygingenjör -  Uppskjutning 27 maj 2009 med Sojuz TMA-15. Fortsatte till Expedition 21.
- Roman Romanenko (1) flygingenjör -  Uppskjutning 27 maj 2009 med Sojuz TMA-15. Fortsatte till Expedition 21.
- Robert Thirsk (2) flygingenjör -  Uppskjutning 27 maj 2009 med Sojuz TMA-15. Fortsatte till Expedition 21.
- Nicole P. Stott (1) flygingenjör -   Uppskjutning 29 augusti 2009 med Discovery STS-128. Fortsatte till Expedition 21.

(#) antal rymdfärder som varje besättningsmedlem avklarat, inklusive detta uppdrag.

## Uppdrag

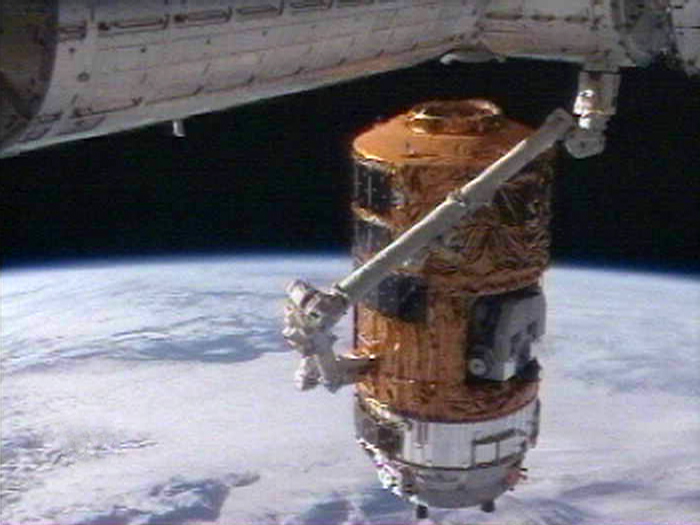
Bild från en TV-kamera på ISS som visar HTV greppad av Canadarm2 strax innan dockningen den 17 september 2009.

- Padalka och Barrat gjorde två rymdpromenader i juni 2009 som förberedde nadirporten på Zvezda för den ryska modulen Pojsk.
- Nicole Stott manövrerade med hjälp av Canadarm2 och övrig besättning på Expedition 20 den första HTV:n till lyckad dockning med ISS den 17 september 2009 klockan 21.47 svensk sommartid.